# Silnik elektryczny synchroniczny
Silnik synchroniczny – silnik elektryczny prądu przemiennego, w którym prędkość wirowania wirnika jest równa prędkości wirowania pola magnetycznego wytworzonego przez nieruchome uzwojenia stojana.

## Budowa
W większości przypadków twornik umieszczony jest na stojanie, a uzwojenie wzbudzenia w wirniku. W niektórych maszynach małej mocy można spotkać rozwiązanie odwrotne – uzwojenie twornika umieszczone jest w wirniku, a zasilanie przekazywane jest za pomocą pierścieni (w maszynach trójfazowych 3 lub 4 pierścienie, w jednofazowych – 2).
Podobnie jak w silniku asynchronicznym, silnik ten zwykle posiada trójfazowe uzwojenie stojana, wytwarzające magnetyczne pole wirujące. Różnice występują w wirnikach tych silników. Starsze rozwiązania budowy silników synchronicznych zakładają, że wirnik wykonany jest w postaci uzwojenia nawiniętego na rdzeniu i zasilanego, za pośrednictwem pierścieni ślizgowych i szczotek, ze źródła prądu stałego. Wirniki te wykonuje się w dwojaki sposób, jako: wirniki cylindryczne (z utajonymi biegunami) lub wirniki z biegunami jawnymi.
Każdy biegun posiada własne uzwojenie nawinięte na rdzeniu bieguna. Poprzez nadawanie odpowiedniego kształtu nabiegunnikom uzyskuje się odpowiedni rozkład wartości i kierunku pola magnetycznego na obwodzie wirnika.
Silniki małej mocy mogą być wyposażone w wirnik bez uzwojenia.

### Wirniki z biegunami jawnymi
Wirniki z biegunami jawnymi (wypukłymi lub wydatnymi), ze względu na znacznie ograniczoną wytrzymałość mechaniczną na siły odśrodkowe, stosuje się zwykle w maszynach osiągających niezbyt duże prędkości obrotowe. Najczęstsze zastosowania tej konstrukcji to silniki i wolnoobrotowe prądnice napędzane turbinami wodnymi (hydrogeneratory).

### Wirnik cylindryczny (z biegunami utajonymi)
Uzwojenie wzbudzenia wirnika cylindrycznego umieszcza się w wyfrezowanych w stalowym korpusie żłobkach i zabezpiecza się przed wypadnięciem ze żłobków za pomocą klinów. Kliny te najczęściej wykonane są ze stali lub stopów niemagnetycznych i mogą pełnić rolę prętów klatki rozruchowej lub tłumiącej (są wtedy zwarte po obu stronach wirnika). W celu zapewnienia możliwie sinusoidalnego rozkładu indukcji w szczelinie, uzwojenie wzbudzenia zajmuje tylko część obwodu wirnika (około 2/3 obwodu), pozostała część to tzw. zęby szerokie.
Wirniki takie są droższe od jawnobiegunowych, ale ze względu na dużą wytrzymałość mechaniczną są stosowane w maszynach osiągających większe prędkości obrotowe. Konstrukcja ta znajduje zastosowanie np. w szybkoobrotowych prądnicach (turbogeneratorach) osiągających z reguły prędkość 3000 obr./min (dla 50 Hz) lub 3600 obr./min (dla 60 Hz) napędzanych turbinami parowymi lub gazowymi.

### Wirnik bez uzwojenia

#### Silnik reluktancyjny
Wirnik wykonany jest jako jawnobiegunowy bez uzwojenia. Dzięki asymetrii magnetycznej wirnika możliwe jest powstanie momentu reluktancyjnego – wirnik dąży do utrzymania takiej pozycji względem wirującego pola magnetycznego stojana, aby reluktancja była najmniejsza.

#### Silnik histerezowy
Wirnik silnika histerezowego wykonany jest z materiału magnetycznego o szerokiej pętli histerezy jako gładki cylinder lub pierścień. Wirnik jest magnesowany w czasie pracy silnika polem magnetycznym stojana. W związku z dużą histerezą wirnika, dipole magnetyczne w wirniku nie zajmą natychmiast kierunku zgodnego z kierunkiem wirującego pola magnetycznego stojana, tylko będą względem niego opóźnione o pewien kąt. Pomiędzy biegunami wirującego pola magnetycznego a biegunami wirnika powstanie wtedy siła powodująca obrót wirnika. Kąt opóźnienia wirnika jest niezależny od prędkości obrotowej wirnika. Moment obrotowy zależy od rodzaju materiału wirnika i jest stały, bez względu na prędkość obrotową. Silnik może poprawnie pracować w całym zakresie prędkości obrotowych, posiada duży moment rozruchowy i płynnie przechodzi od pracy asynchronicznej do synchronicznej.

#### Silnik synchroniczny z magnesem trwałym
Wirnik silnika synchronicznego z magnesem trwałym (ang. permanent-magnet synchronous motor; PMSM) wyposażony jest w magnesy trwałe.

## Zasada działania

### Moment elektromagnetyczny

Wirujące pole magnetyczne wytworzone przez trójfazowe uzwojenie stojana - jako suma trzech wektorów pola magnetycznego wytwarzanego przez trzy nieruchome uzwojenia umieszczone na stojanie

Po zasileniu uzwojeń stojana, wytworzone zostanie w nim wirujące pole magnetyczne. Jeżeli wyobrazić sobie to pole jako wirującą parę biegunów, to nieobciążony namagnesowany wirnik ustawi się w osi pola stojana i zacznie wirować wraz z tym polem synchronicznie. Siły działające między tak przedstawionymi biegunami mają kierunki promieniowe, więc nie dają żadnego momentu obrotowego. Jeżeli wirnik obciążony zostanie momentem hamującym, spóźni się nieznacznie względem wirującego pola. W ten sposób oś wirnika nie będzie się już pokrywać z osią stojana, a siły działające między biegunami wywołają moment mechaniczny, który przeciwstawi się momentowi hamującemu. Zmiany obciążenia nie powodują zmian prędkości obrotowej wirnika (jak to ma miejsce w silniku asynchronicznym), lecz opóźnienie wirnika względem wirującego pola, zmianę kąta opóźnienia. Teoretycznie maksymalna wartość kąta opóźnienia może wynieść do 90°, jednak przy zbyt wysokich wartościach tego kąta praca silnika jest niestabilna. W praktyce maksymalna wartość kąta opóźnienia wynosi 60°, powyżej tej wartości silnik wypada z synchronizmu.
Wirnik zarówno w stanie jałowym (bez obciążenia), jak i przy obciążeniu obraca się ze stałą prędkością, równą prędkości wirowania pola magnetycznego (z prędkością synchroniczną). Jeżeli jednak moment obciążenia będzie większy niż maksymalny moment elektromagnetyczny silnika, maszyna wypadnie z synchronizmu wirnik będzie okresowo hamowany i przyspieszany i po pewnym czasie zatrzyma się.

### Rozruch
Jedną z wad silnika synchronicznego jest to, że nie potrafi on samoczynnie wystartować po zasileniu uzwojeń. Podanie napięcia na stojan powoduje powstanie pola wirującego, które wywołuje przemienny moment obrotowy działający na wirnik. Ze względu na zbyt dużą częstotliwość zmian tego momentu wobec bezwładności wirnika, nie jest on w stanie ruszyć z miejsca.
Wartość średnia momentu rozruchowego wirnika silnika synchronicznego jest równa zero.
Istnieje kilka możliwości radzenia sobie z tą niedogodnością. Jedną z nich jest zastosowanie dodatkowej maszyny, która rozpędza wirnik silnika synchronicznego do prędkości zbliżonej do synchronicznej. Rolę takiej maszyny pełni dodatkowy silnik asynchroniczny lub silnik prądu stałego, ale raczej tego rozwiązania nie stosuje się w praktyce. Innym sposobem uruchomienia silnika synchronicznego jest skorzystanie z rozwiązania stosowanego w silnikach asynchronicznych. W nabiegunnikach wirnika umieszcza się klatkę rozruchową najczęściej utworzoną z miedzianych prętów, podobną do klatki w wirniku silnika asynchronicznego klatkowego. Silnik taki startuje tak jak silnik asynchroniczny, czyli zasilane są tylko uzwojenia stojana. Po osiągnięciu prędkości podsynchronicznej uzwojenia wirnika zasilane są  prądem stałym, co pozwala wirnikowi wejść w synchronizm i dalej obracać się z prędkością synchroniczną. Kolejną metodą rozruchu jest zwarcie uzwojeń wirnika, bezpośrednio lub poprzez rezystancję ograniczającą prąd rozruchowy. Zwarte uzwojenia zachowuje się jak typowa klatka. Po uzyskaniu prędkości podsynchronicznej następuje załączenie uzwojeń wirnika. Silnik dochodzi do synchronizmu samoczynnie. 
Obecnie najlepszym rozwiązaniem służącym do uruchamiania silników synchronicznych wydaje się zastosowanie specjalnych elektronicznych przemienników częstotliwości (falowników), które pozwalają na systematyczne zwiększanie częstotliwości napięcia zasilania uzwojeń stojana co pozwala na stopniowe rozpędzenie wirnika. W przypadku silników z magnesami trwałymi jest to w zasadzie jedyne rozwiązanie.

## Prędkość synchroniczna
Prędkość obrotowa silnika synchronicznego jest równa prędkości synchronicznej, czyli prędkości wirowania pola magnetycznego wytwarzanego przez stojan (twornik).
{\displaystyle n=n_{s}={\frac {60f}{p}}}
{\displaystyle \omega _{s}={\frac {2\pi f}{p}}}
gdzie:
{\displaystyle n} – prędkość obrotowa w obr./min
{\displaystyle n_{s}} – prędkość synchroniczna w obr./min
{\displaystyle \omega _{s}} – prędkość synchroniczna w rad/s
{\displaystyle f} – częstotliwość prądu zasilającego w Hz
{\displaystyle p} – liczba par biegunów